# Samuel Saiz Rodríguez
Samuel Saiz Rodríguez (geboren am 9. Februar 2005 in Xirivella) ist ein spanischer Handballspieler, der auf der Spielposition im linken Rückraum eingesetzt wird.

## Vereinskarriere
Saiz, der aus Xirivella stammt, lernte das Handballspielen in Mislata beim örtlichen Handballverein und ging von dort im Oktober 2022 zu Ademar León, wo er mit ULE Ademar León zunächst in unteren Ligen spielte. Er bestritt im Mai 2023 im Spiel gegen Recoletas Atlético Valladolid seinen ersten Einsatz mit der ersten Mannschaft, Abanca Ademar León, in der spanischen 1. Liga. Für den Verein aus León bestritt er in den Spielzeiten 2022/2023 und 2023/2024 insgesamt 18 Einsätze in der 1. Liga. Im Sommer 2024 wechselte er per Leihe innerhalb der Liga nach Aranda de Duero zum Verein Tubos Aranda Villa de Aranda, für den er in der Spielzeit 2024/2025 in 22 Spielen 38 Tore warf. Zur Saison 2025/2026 kehrt er zu Ademar León zurück.

## Auswahlmannschaften
Saiz stand mehrfach im Aufgebot der Auswahlmannschaften der Real Federación Española de Balonmano (RFEBM).
Er debütierte für Spanien am 25. Juli 2022 in der Jugendauswahl gegen Dänemarks Auswahl beim Europäischen Olympischen Sommer-Jugendfestival 2022 in Zvolen. Bei diesem Turnier bestritt er fünf Spiele und warf zehn Tore.
Ab 2024 wurde er in der spanischen Juniorenauswahl aufgeboten, sein erstes Spiel für diese Auswahl absolvierte er am 16. März 2024 in Ribadavia gegen die Auswahl der Vereinigten Staaten. Saiz stand auch im spanischen Aufgebot für die U-21-Weltmeisterschaft 2025 (9. Platz).